# نحله
نحله مکتب فلسفی است. یک نحله زمانی مورد تایید فیلسوفان است که نوآوری در آن وجود داشته باشد. برای گسترش یک نحله فلسفی باید آن نحله مورد نقد و بررسی قرار گیرد و بر دیدگاه‌های دیگر فیلسوفان تاثیر کند.

## انواع نحله‌های فلسفی
- عقل‌گرایی
- حس‌گرایی
- شک‌گرایی
- طبیعت‌گرایی
- تجربه‌گرایی
- آرمان‌گرایی
- واقع‌گرایی
- وجودگرایی
- تحلیل‌گرایی
- شبکه‌گرایی
- تلفیق‌گرایی
- ساختارگرایی
- پساساختارگرایی
- مثبت‌گرایی
- نقدگرایی
- ماده‌گرایی
- پدیدارگرایی
- نحله در حقوق

## منبع
The Philosophical Theory of the State and Related Essays- by Bernard Bosanquet, Gerald F. Gaus, and William Sweet- UK: Thoemmes Press/South Bend, IN: St Augustine's Press, 2001
Science and Philosophy and Other Essays by the Late Bernard Bosanquet, (ed. J.H. Muirhead and R.C. Bosanquet), London, Allen and Unwin, 1927